# امپراتریس سونجونگ
امپراتریس سونجونگ (انگلیسی: Empress Sunjeong; ۱۹ سپتامبر ۱۸۹۴ – ۳ فوریهٔ ۱۹۶۶) در ۲۴ ژانویه ۱۹۰۷ در سن ۱۳ سالگی با ولیعهد چوک، که ۲۰ سال بزرگتر بود، ازدواج کرد، در حالی که همسر اول، امپراتور سونجونگ در ۵ نوامبر ۱۹۰۴ درگذشته بود. در ۲۰ ژوئیه ۱۹۰۷، هنگامی که شوهرش پس از استعفای اجباری پدرش، امپراتور گوجونگ کره به سلطنت رسید، آخرین ملکه کره (کشور) شد. موقعیت خانواده سلطنتی کره پس از انعقاد پیمان ۱۹۱۰ ژاپن و کره در سال ۱۹۱۰ تنزل یافت.